# Boeing Commercial Airplanes
Boeing Commercial Airplanes ali BCA je ameriški proizvajalec reaktivnih potniških letal in je del večjega koncerna Boeing Company, ki proizvaja tudi vojaške in vesoljske sisteme. Firmo je ustanovil William Boeing leta 1916. Družina Boeing se je sprva ukvarjala z lesarstvom, pozneje je Boeing kupil staro ladjedelnico v bližini Seattla in se začel ukvarjati z letalstvom. 
Prvo letalo je bil dvokrilec Boeing model 1. Med prvo svetovno vojno je izdeloval letala Model C za ameriško mornarico. Po prvi svetovni vojni se je na trgu pojavil presežek vojnih letal, zato je veliko letalskih izdelovalcev propadlo. V tem času je Boeing izdeloval tudi pohištvo. Leta 1923 je tekmoval s Curtissom za naročilo lovcev za ameriško vojaško letalstvo USAF. Na izboru je izgubil vendar je v naslednjem desetletju postal eden glavnih proizvajalcev lovcev. Leta 1925 je izdelal letalo Boeing Model 40 za dostavljanje pošte. Leta 1928 je izdelal trimotorno letalo Boeing 80 - prvo Boeingovo letalo samo za prevoz potnikov. Dvomotorni Boeing 247 se je pojavil leta 1933 kot prvo moderno potniško letalo. Letalo je lahko letelo na samo enem motorju, kar je bilo zelo pomembno v času ko motorji niso bili tako zanesljivi. 
Pozneje je z letalsko družbo Pan Am razvil leteči čoln Boeing 314 Clipper. Imel je kapaciteto 90 potnikov in kmalu zatem je Pan Am letel z njim po celem svetu. Leta 1938 je razvil prvo presurizirano potniško letalo Boeing 307, ki je letel na višini 6100 metrov. Letalo je uporabljalo motorje, krila in rep od bombnika B-17. Leta 1934 je ameriška vlada družbo obtožila monopolnih dejavnosti, zato je moral družbo razdeliti v tri oddelke United Aicraft Corporation, BCA in United Airlines, ki je danes velika letalska družba. 
Družba je postala pomembna v času druge svetovne vojne, njen najbolj znani bombnik je bil B-17 Flying Fortress. Razvila je tudi večji štirimotorni bombnik Boeing B-29 SuperFortress, največje do takrat zgrajeno letalo. Boeingovi bombniki so odločilno vplivali na potek druge svetovne vojne. Med vojno so proizvajali do 350 letal na mesec. Po vojni je sledil velik padec naročil in okrog 70.000 ljudi je ostalo brezposelnih. Družba je hitro predelala B-29 v potniški model Boeing 377 Stratocruiser, ki ga je uporabljala vojska kot transportno letalo C-97 in kot leteči tanker KC-97.